# Tredje aliyah
Tredje aliyah refererer til den tredje bølge af jødiske immigranter som kom til Israel fra Europa som kom inspireret af zionistiske motiver mellem årene 1919 og 1923 (fra slutningen af 1. verdenskrig til begyndelsen af den økonomiske krise i landet). Et symbol på starten af tredje immigrationsbølge er båden "Roselan"s ankomst til havnen i Jaffa den 19. december 1919. Der var 650 nye immigranter og andre indbyggere som vendte tilbage til Israel om bord i båden. I løbet af denne periode ankom omkring 35 000 nye immigranter til Israel, for det meste fra østeuropæiske lande – af disse kom cirka 45 % fra Rusland, 31 % fra Polen, 5 % fra Rumænien og kun tre procent fra Litauen.
Det som kendetegnede denne aliyah mest var, at mange af immigranterne som kom til landet mellem 1919 og 1921 var unge pionerer, mens andelen af unge som kom de sidste år var betydelig mindre. Disse pionerers vigtighed var lige så stor som pionererne som kom ved anden immigrationsbølge. Deres ideologi bidrog en hel del til opbygningen af landet, og på den måde påvirkede de zionismen og udviklingen af den jødiske bosætning i landet Israel.
| År              | Antal indvandrere |
| --------------- | ----------------- |
| 1917            | -                 |
| 1918            | -                 |
| 1919            | 1.806             |
| 1920            | 8.223             |
| 1921            | 8.294             |
| 1922            | 8.685             |
| 1923            | 8.175             |
| Illegale (skøn) | 1.000             |
| I alt           | 36.183            |

kilde: "Thirty Years of Jewish Immigration to Palestine", s. 733